# 贾里迪赫巴扎尔
贾里迪赫巴扎尔（Jaridih Bazar），是印度贾坎德邦Bokaro县的一个城镇。总人口30091（2001年）。

## 人口
该地2001年总人口30091人，其中男性16153人，女性13938人；0—6岁人口4357人，其中男2213人，女2144人；识字率63.78%，其中男性为73.48%，女性为52.53%。